# Kdenetwork

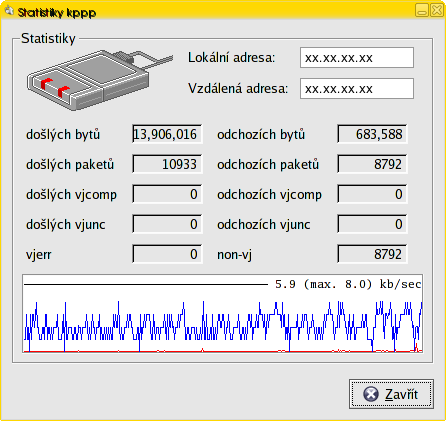
kdenetwork界面

kdenetwork 是一個網路相關應用程式的軟體包。

## 軟體列表
- Filesharing：提供數個網路檔案分享有關的系統設定模塊
- kdnssd：包括兩樣東西， KDED 的服務模塊 dnssdwatcher 和 KIOslave 模塊 kio_zeroconf。
- kfile-plugins：提供 KFile 插件 kfile_torrent。
- KGet：下載管理器
- Kopete：支持多協議的即時通訊軟體
- KPPP：PPP 協議的撥號程式。
- KRDC： (KDE Remote Desktop Connection)遠端桌面分享客戶端，可連接 VNC 或RDP協議的伺服端。
- Krfb：(KDE Remote Frame Buffer)遠端桌面分享伺服器，可讓其他桌面通過VNC取得服務。

## 外部連結
- kdenetwork 組件文檔 （页面存档备份，存于）
- KDENetwork  API 文檔（页面存档备份，存于）